# Megasoma
Megasoma là một chi kiến vương thuộc họ Scarabaeidae. Các loài Megasoma sinh sống tại miền nam Bắc Mỹ, hầu hết Trung Mỹ và Nam Mỹ.

## Ngoại hình
Megasoma thường có kích thước lớn (như được chỉ ra bởi tên gọi, nghĩa là "cơ thể lớn" trong tiếng Hy Lạp). Là một nhóm, chi này chứa một số loài bọ cánh cứng lớn nhất được biết đến. Tuy nhiên, cũng có những loài nhỏ thuộc chi này. Con lớn nhất có thể lên tới 135 mm, trong khi những loài nhỏ như Megasoma punctulatum có thể khoảng 20 mm.
Nhiều loài Megasoma ( M. elephas, M. thersites, M. gyas, M. cedrosa, M. anubis, M. occidentale, M. joergenseni và M. vogti ) có những sợi lông siêu nhỏ (setae) bao phủ gần như toàn bộ cơ thể, tạo nên vẻ ngoài nhợt nhạt hoặc màu cam.
Con đực của hầu hết các loài đều có sừng lớn mà chúng dùng để đánh nhau với những loài đực khác. Con cái không có sừng.

## Thức ăn
Ấu trùng ăn rễ cây hoặc cây bụi. Con trưởng thành thường uống nhựa cây hoặc hút nước trái cây.

## Hành vi và môi trường sống
Megasoma trưởng thành sống về đêm, bị thu hút bởi ánh sáng và thường được nhìn thấy đang đậu trên cây.

## Các loài
- Megasoma actaeon (Linnaeus, 1758)
- Megasoma anubis (Chevrolat, 1836)
- Megasoma bollei (Dechambre, 2006)
- Megasoma cedrosa Hardy, 1972
- Megasoma elephas (Fabricius, 1775)
- Megasoma gyas (Herbst, 1785)
- Megasoma hermes Prandi, 2016
- Megasoma hyperion Prandi, Grossi & Vaz-de-Mello, 2020
- Megasoma joergenseni Bruch, 1910
- Megasoma lecontei Hardy, 1972
- Megasoma mars (Reiche, 1852)
- Megasoma nogueirai Morón, 2005
- Megasoma occidentale Bolivar, Pieltain, Jimenez-asua & Martinez, 1963
- Megasoma pachecoi Cartwright, 1963
- Megasoma punctulatum Cartwright, 1952
- Megasoma rex Prandi, 2018* (considered a likely synonym of M. actaeon - see[1])
- Megasoma sleeperi Hardy, 1972
- Megasoma svobodaorum Krajcik, 2009
- Megasoma thersites LeConte, 1861
- Megasoma typhon (Olivier, 1789)
- Megasoma vazdemelloi Prandi, 2018
- Megasoma vogti Cartwright, 1963